# Herbert Burdenski

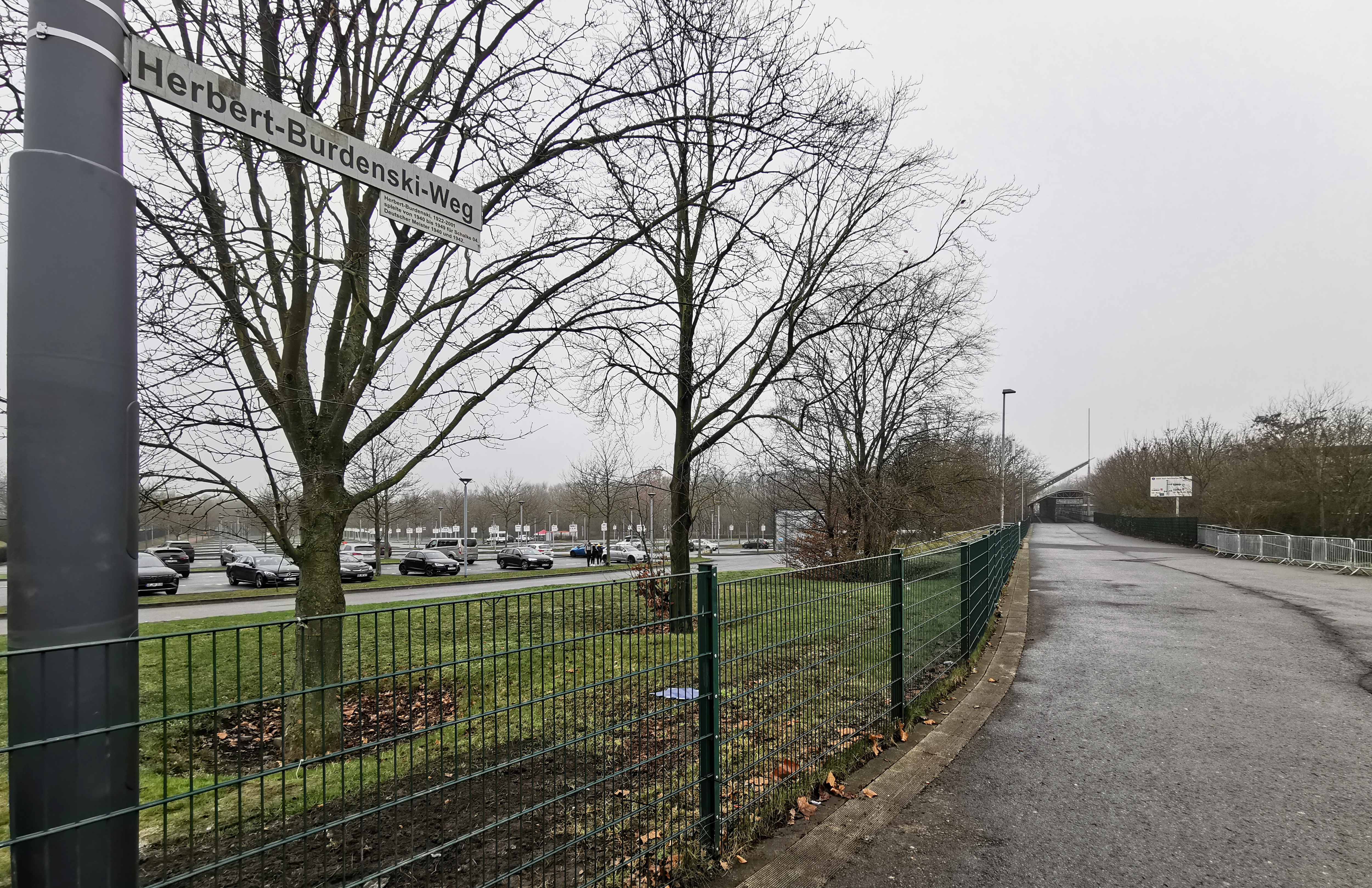
Straßenschild am Herbert-Burdenski-Weg, einem Fußweg im Park nördlich der Veltins-Arena

Herbert Burdenski (* 19. Mai 1922 in Gelsenkirchen; † 15. September 2001 ebenda) war ein deutscher Fußballspieler und -trainer. Er war der Vater von Dieter Burdenski.

## Spielerkarriere
Er begann seine fußballerische Laufbahn beim Erler SV 08 in Gelsenkirchen. 1935 wurde er bei den Schulmeisterschaften von Ernst Kuzorra entdeckt, der ihn zum FC Schalke 04 holte. Dort debütierte er im März 1940 als knapp 18-Jähriger in der Liga, wurde Teil des Schalker Kreisels und errang 1940 und 1942 die deutsche Meisterschaft. In der Saison 1943/44 war er als Soldat der Wehrmacht Gastspieler beim VfB Königsberg. 1949 zog es den Kaufmann und Sportlehrer aus beruflichen Gründen nach Bremen und er spielte fortan bei Werder Bremen.
„Budde“ bestritt sein erstes Länderspiel am 5. Oktober 1941 gegen die Nationalmannschaft Finnlands in Helsinki. Am 19. Juli 1942 spielte er gegen Nationalmannschaft Bulgariens in Sofia. In Beuthen erzielte Burdenski am 16. August 1942 im Testspiel gegen die Nationalmannschaft Rumäniens sein erstes Länderspieltor. Aufgrund des Zweiten Weltkriegs wurden ab Ende 1942 keine Länderspiele mehr ausgetragen. Burdenski erzielte am 22. November 1950 im ersten Länderspiel der A-Nationalmannschaft nach dem Zweiten Weltkrieg gegen die Schweizer Nationalmannschaft in Stuttgart per Strafstoß den Siegtreffer zum 1:0-Erfolg. Es folgte noch ein Länderspiel gegen die Schweiz am 15. April 1951. Insgesamt kam er zwischen 1941 und 1951 auf fünf Einsätze im Nationaltrikot und erzielte dabei zwei Treffer.

## Trainerkarriere
Nach seiner Karriere war er als Trainer noch für zahlreiche Vereine tätig, darunter den STV Horst-Emscher, Rot-Weiss Essen, Borussia Dortmund, Werder Bremen, den Wuppertaler SV und zuletzt Rot-Weiß Lüdenscheid. Er stieg mit Rot-Weiss Essen und Borussia Dortmund aus der Bundesliga ab. Dem FC Schalke blieb Burdenski bis zu seinem Tode in Ehrenrat, Aufsichtsrat und als Mitglied des Ehrenpräsidiums verbunden. Herbert Burdenski war der Vater von Hans-Joachim „Jochen“ Burdenski, der in der zweiten Mannschaft des FC Schalke 04 Fußball spielte und ebenfalls bis zu seinem Tode im Dezember 2014 in verschiedenen Positionen beim Verein tätig war, und dessen jüngerem Bruder und Bundesligatorwart Dieter Burdenski und somit Großvater von Fabian Burdenski.